# قاعدة بيانات طحالب
قاعدة بيانات الطحالب هي قاعدة بيانات الأنواع العالمية تتضمن المعلومات حول جميع مجموعات الطحالب،  وكذلك مجموعة واحدة من كاسيات البذور والحشائش البحرية.
أنشئت قاعدة بيانات الطحالب من قبل موقع ميشيل جيري (Michael Guiry) لطحالب البحر، وطُورت لتصبح قاعدة بيانات للطحالب الموجودة في جميع أنحاء العالم، والمياه العذبة وكذلك الطحالب التي تتخذ من الأرضية والماء المسوس والبحار موطنًا لها. وفي عام 2005، شملت قاعدة البيانات حوالي 65000 اسم  وفي عام 2006، تضمنت قاعدة البيانات 122240 صنفًا، وبها 5826 صورة، و38290 مصطلحًا ببلوغرافيًا، و138706 سجلأً توزيعيًا. وفي الوقت الحالي، اكتملت المعلومات حول الطحالب البحرية، وخاصة الأعشاب البحرية. وتتضمن قاعدة البيانات حوالي 30,000 صنف من الطحالب وقد اكتملت من بين هذه الأصناف تمامًا شعبة رودوفياتا (Rhodophyta) البحرية (6000 صنفًا) وكلوروفيتا (Chlorophyta) (1500 صنف) وفيوفيسيا (Phaeophyceae) (1755 صنفًا). وأكثر المجموعات المكتملة في الوقت الحالي (أغسطس 2010) في قاعدة بيانات الطحالب هي المشطورة وطحالب المياه العذبة الخضراء الأصغر حجمًا.
وقد نٌفذت البرمجة من قبل VisualID (http://www.visualid.com) (بير كيربرس وكاولت جيري) (Pier Kuipers and Caoilte Guiry) وقد استُكملت المعلومات من قبل وزارة التعليم والعلوم الحكومية الأيرلندية البرنامج البحثي في معاهد المستوى الثالث (PRTLI) البرنامج 3 و4 (http://www.hea.ie/en/prtli).

## وصلات خارجية
- Official website